# Videografie Kiss
Toto je videografie rockové skupiny Kiss.

## Videoklipy
| Rok  | Název                                         | Režie                      |
| ---- | --------------------------------------------- | -------------------------- |
| 1975 | Rock and Roll All Nite YouTube link           | -                          |
| 1975 | C'mon and Love Me YouTube link                | -                          |
| 1979 | I Was Made for Lovin' You YouTube link        | John Goodhue               |
| 1979 | Sure Know Something YouTube link              | John Goodhue               |
| 1980 | Shandi YouTube link                           |                            |
| 1981 | A World Without Heroes YouTube link           | Bruce Gowers               |
| 1981 | I YouTube link                                |                            |
| 1982 | I Love It Loud YouTube link                   | Paul Davey                 |
| 1983 | Lick It Up YouTube link                       | Martin Kahan               |
| 1983 | All Hell's Breakin' Loose YouTube link        | Martin Kahan               |
| 1984 | Heaven's on Fire YouTube link                 | David Lewis                |
| 1984 | Thrills in the Night YouTube link             | Albie Vos                  |
| 1985 | Tears Are Falling YouTube link                | David Mallet               |
| 1985 | Who Wants to Be Lonely YouTube link           | David Mallet               |
| 1985 | Uh! All Night YouTube link                    | David Mallet               |
| 1986 | Rock and Roll All Nite (Live) YouTube link    | Claude Borenwzeig          |
| 1987 | Crazy Crazy Nights YouTube link               | Jean Pellerin & Doug Freel |
| 1987 | Reason to Live YouTube link                   | Marty Callner              |
| 1988 | Turn on the Night YouTube link                | Marty Callner              |
| 1989 | Let's Put the 'X' in Sex YouTube link         | Rebecca Blake              |
| 1989 | (You Make Me) Rock Hard YouTube link          | Rebecca Blake              |
| 1989 | Hide Your Heart YouTube link                  | Marty Callner              |
| 1989 | Rise to It YouTube link                       | Mark Rezyka                |
| 1989 | Forever YouTube link                          | Mark Rezyka                |
| 1991 | God Gave Rock 'N' Roll to You II YouTube link | Mark Rezyka                |
| 1992 | Unholy YouTube link                           | Paul Rachman               |
| 1992 | I Just Wanna YouTube link                     | Paul Rachman               |
| 1992 | Domino YouTube link                           | Paul Rachman               |
| 1992 | Every Time I Look at You YouTube link         | Mark Rezyka                |
| 1993 | I Love It Loud (Live) YouTube link            | Joseph Young               |
| 1997 | Shout It Out Loud (Live) YouTube link         | Wayne Isham                |
| 1998 | Psycho Circus YouTube link                    | James Hurlburt             |
| 2009 | Modern Day Delilah YouTube link               | Wayne Isham                |

## Videoklipy s textem
| Rok  | Název                             |
| ---- | --------------------------------- |
| 2012 | Hell or Hallelujah YouTube link   |
| 2013 | Right Here Right Now YouTube link |

## Video alba
| Rok  | Název | Certifikace                                                      |
| ---- | --- | ---------------------------------------------------------------- |
| 1985 | Animalize Live Uncensored - Vydáno: 19,duben 1985 - Vydavatelství: Mercury Records - Formát: VHS              | - US: Platina                                                    |
| 1987 | Exposed - Vydáno: 18,květen 1987 - Vydavatelství: PolyGram Music Video - Formát: VHS, DVD                     | - US: Platina - CAN: Platina                                     |
| 1988 | Crazy Nights - Vydáno: 6,červen 1988 - Vydavatelství: PolyGram Music Video - Formát: VHS                      | - US: Zlato                                                      |
| 1992 | X-treme Close-Up - Vydáno: 18,srpen 1992 - Vydavatelství: PolyGram Music Video - Formát: VHS, DVD             | - US: Platina - CAN: Zlato                                       |
| 1993 | Kiss Konfidential - Vydáno: 16,srpen 1993 - Vydavatelství: PolyGram Music Video - Formát: VHS, DVD            | - US: Zlato - CAN: Zlato                                         |
| 1994 | Kiss My Ass: The Video - Vydáno: 23,srpen 1994 - Vydavatelství: PolyGram Music Video - Formát: VHS, DVD       | - US: Zlato                                                      |
| 1996 | Kiss Unplugged - Vydáno: 12,březen 1996 - Vydavatelství: PolyGram Music Video - Formát: VHS, DVD              | - US: Zlato                                                      |
| 1998 | Psycho Circus 3-D Video - Vydáno: 20,říjen 1998 - Vydavatelství: Mercury Records - Formát: CD                 | - US: Platina                                                    |
| 1998 | The Second Coming - Vydáno: 24,listopad 1998 - Vydavatelství: PolyGram Music Video - Formát: DVD              | - US: Platina - AUS: 2x Platina                                  |
| 2003 | KISS Symphony: The DVD - Vydáno: 10,září 2003 - Vydavatelství: Sanctuary Records - Formát: DVD                | - US: 2× Platina - ARG: Platina - CAN: 2× Platina - AUS: Platina |
| 2005 | Rock the Nation Live! - Vydáno: 13,prosince 2005 - Vydavatelství: Image Entertainment - Formát: DVD           | - US: 2× Platina - CAN: 2× Platina - AUS: Platina                |
| 2006 | Kissology Volume 1: 1974–1977 - Vydáno: 31,říjen 2006 - Vydavatelství: VH1 Classic Records - Formát: DVD      | - US: 5× Platina - CAN: 8× Platina                               |
| 2007 | Kissology Volume 2: 1978–1991 - Vydáno: 14,srpen 2007 - Vydavatelství: VH1 Classic Records - Formát: DVD      | - US: 6× Platina                                                 |
| 2007 | Kissology Volume 3: 1992–2000 - Vydáno: 18,prosince 2007 - Vydavatelství: VH1 Classic Records - Formát: DVD   | - US: 8× Platina                                                 |
| 2016 | Kiss Rocks Vegas - Vydáno: 26,srpna 2016 - Vydavatelství: Eagle Rock Entertainment - Formát: DVD, Blu-Ray, CD | —                                                                |

## Celovečerní filmy
| Rok  | Film                               | Režie                      |
| ---- | ---------------------------------- | -------------------------- |
| 1978 | Kiss Meets the Phantom of the Park | Gordon Hessler             |
| 1999 | Detroit Rock City                  | Adam Rifkin                |
| 2015 | Scooby-Doo a skupina Kiss          | Spike Brandt, Tony Cervone |